# Саратовское дело
Саратовское дело — судебный процесс по обвинению евреев Саратовской губернии в ритуальном убийстве двух школьников в декабре 1852 и январе 1853.

## Ход событий и местное следствие
3 (15) декабря 1852 года в Саратове 10-летний Феофан Шерстобитов, уйдя утром в школу, не вернулся более домой, a 26 января (7 февраля) 1853 года исчез 11-летний Михаил Маслов.
Сверстник последнего Канин рассказал, что, когда он играл со своим товарищем, к ним подошёл какой-то незнакомец и предложил им пойти к Волге таскать аспидные доски, обещая за это заплатить; Маслов пошёл, и Канин больше его не видел. Розыски, предпринятые полицией для выяснения обоих происшествий, ни к чему не привели. Лишь 4 марта было найдено на Волге тело Маслова; медицинским осмотром было установлено, что мальчику были нанесены раны и что его подвергли обрезанию (эта операция была произведена совершенно несогласно ни с правилами, установленными y евреев, ни с правилами, которых придерживаются магометане).
В актах следственного производства имеются указания на народное суеверие, распространённое в Приволжском крае, a именно, что «для добывания клада требуется безмолвное присутствие или убийство невинных христианских младенцев». Но следователи начали свои поиски не в этом направлении, a в сторону евреев, враждебное отношение к которым было подготовлено проповедью духовенства вследствие конфликта, возникшего из-за разрушенного еврейского кладбища (см. Саратовский свиток).
Ввиду последнего обстоятельства все евреи, проживавшие в Саратове, как частные лица, так и военнослужащие, предстали перед Каниным, который и указал на рядового Шлиффермана как на человека, напоминающего незнакомца, увлекшего за собою Маслова, и так как Шлифферман был единственный, кто производил y здешних евреев обрезание, то его арестовали, несмотря на протест военного депутата. Вскоре, по вскрытии Волги, на острове был найден труп и другого исчезнувшего мальчика, Шерстобитова, также обрезанного; труп был завернут в шаровары, около него нашли солдатскую фуражку, но не удалось установить, кому принадлежали эти вещи.

## Вмешательство центральных властей
О саратовском происшествии стало тотчас известно в Петербурге. Здесь в правящих сферах было ещё живо воспоминание ο Велижском деле, и хотя все евреи, привлечённые по этому делу, и были оправданы, всё же это не поколебало уверенности императора Николая I, что среди евреев могут существовать изуверы или раскольники, которые, по его словам, христианскую кровь считают нужной для своих обрядов, — «сие тем более возможным казаться может, что к несчастию и среди нас, христиан, существуют иногда такие секты, которые не менее ужасны и непонятны; н. п. сожигальщики и самоубийцы, которых неслыханный пример был уже при мне, в Саратовской губернии».
Эта резолюция побудила министерство внутренних дел заняться вопросом ο ритуальных процессах. Когда же до Петербурга дошла весть о саратовском деле, расследование его было поручено чиновнику министерства внутренних дел Дурново, который и направил своё внимание на одних лишь евреев; полицейским учреждениям губернии было предписано учредить за всеми находящимися в уездах и городах евреями с их семействами и даже за выкрестами особый надзор. Одновременно начались обыски y евреев.
Молва ο «ритуальном» преступлении евреев широко распространилась, и вскоре выступил ряд свидетелей «источения крови» y детей. Рядовой Богданов, сданный в рекруты за бродяжество, аттестованный начальством как пьяница и вор, заявил, находясь в пьяном виде, что он хочет «открыть еврейское дело». По его словам, рядовой Феодор Юрлов, до крещения Юшкевичер, человек опустившийся, горький пьяница, уговорил будто его, Богданова, отправиться ночью к отцу Юрлова, Янкелю Юшкевичеру, зажиточному меховщику; в доме Янкеля Юшкевичера, в подвале источили кровь y ребёнка, труп которого Богданов отнёс несколько дней спустя на остров. Это был, следовательно, мальчик Шерстобитов; между тем на трупе Шерстобитова, согласно врачебному протоколу, не было ран, Богданов же заявил, что при нём y ребёнка вырезали жилу. Труп ребёнка вырыли для нового освидетельствования, но осмотром, произведённым всем наличным медицинским персоналом города с членами врачебной управы во главе, было установлено, что на трупе не было никаких повреждений. Богданов несколько раз менял показания, но всё же Юшкевичер и его сын Юрлов, a также другие евреи были заключены в тюрьму. Свидетельницей по делу выступила и любовница Юрлова, Горохова, хорошо известная всему гарнизону; по её словам, жена Юшкевичера откровенно рассказала ей, что евреи источили кровь y мальчиков и за это Шлифферман получил «четыре миллиона» рублей, a её муж — «два миллиона»!
Большое значение было придано показанию отставного губернского секретаря Крюгера, рассказавшего однажды своим собутыльникам, что он исповедует иудейскую веру и получает от евреев ежемесячно по 25 p. и что он был свидетелем убиения мальчика. Потом Крюгер нарисовал пред следователями картину совершенно невероятного содержания. Его сожительница, вдова губернского секретаря Белошапченкова, опасаясь, что Крюгер не захочет на ней жениться из-за того, что при ней находится её малолетний сын, вступила будто в переговоры с евреем Зайдеманом, выразившим желание купить ребёнка, чтобы затем обратить его в еврейство и отправить подальше от Саратова. A чтобы показать Крюгеру, что операция обрезания вовсе не мучительна, условились, что его позовут в синагогу, когда там будет совершаться обряд обрезания. Он и пошёл туда и таким образом явился свидетелем источения крови. Давая свои показания, грешившие грубыми противоречиями, Крюгер оговорил некоторых евреев. Он бросил тень подозрения также на военного депутата Арендта, заявив, что Арендт «часто ходил в синагогу молиться». Участником в деле сокрытия трупа одного из мальчиков объявил себя и бездомный государственный крестьянин, который, ища ночлега, забрался будто бы в пустой амбар и там нашёл труп мальчика; потом за вознаграждение он согласился помочь отнести труп на Волгу.
Вокруг саратовского происшествия создалась атмосфера, в которой самый нелепый донос рождал специальное следственное дело. В районе Саратова возник ряд дел «о похищениях мальчиков». При этом в качестве участников к допросу привлекались не только евреи, но и «хохлы», немцы-колонисты и др. Между прочим, имелось «дело по обвинению некоторых евреев, проживающих в Тамбовской губернии, в Лядинском винокуренном заводе князя Гагарина, в посылке в город Саратов за кровью и в получении оной». Главная роль в этом деле выпала на долю некоей Слюняевой, которой предстояло принять плеть от палача за покушение на убийство своей товарки по тюремному заключению. По этому делу были привлечены четверо евреев, среди коих были богатый винокур Коников и резник Рогалин, написавший летопись саратовского дела (см. ниже). Саратовские тюрьмы и полицейские части не могли вместить всех арестованных по этим делам, и пришлось нанимать частные помещения.
Евреи, обвинявшиеся в убийстве Маслова и Шерстобитова, решительно отвергали малейшую прикосновенность к преступлению. Это обстоятельство побудило главного следователя Дурново пустить в ход разные ухищрения, чтобы доказать виновность заподозренных, но все попытки его оказались безуспешными. Грозным обличителем Юшкевичера выступил его зять, Мордух Гуглин, принявший при переходе в христианство имя Николая Петрова. Однако данные им показания оказались ложными. Опечаленный неудачами следователь требовал устранения всех служащих в полиции, предлагая своих кандидатов на эти должности. Но губернатор не нашёл возможным удовлетворить в полной мере эти домогательства; тогда следователь донес министру внутренних дел, что «для полного изобличения подозреваемых в убиении мальчиков и соучастии в преступлении недостает юридических доказательств, изыскание которых при влиянии чиновников полиции не только невозможно, но и неминуемо повлекло бы за собою сокрытие найденных следов преступников». Предписание министра заняться непосредственной задачей, устранив обстоятельства, не имеющие прямой связи с делом, охладило, по-видимому, рвение Дурново, и в ноябре 1853 года следствие было объявлено законченным.

## Создание особой комиссии
Отсутствие реальных данных, которые говорили бы, что саратовское происшествие связано с еврейским ритуалом, побудило следователя обратиться к письменному и печатному материалу; не только y лиц, так или иначе прикосновенных к этому делу, но и y посторонних евреев в разных местах были забраны письма и книги, чтобы на основании этих документов превратить саратовское злодеяние в религиозное изуверство евреев. Но позже авторитетная инстанция доказала противное (см. ниже). Согласно высочайше утверждённому положению Комитета министров (июль, 1854 г.), в Саратове была учреждена особая «судебная комиссия» под председательством чиновника особых поручений при министре внутр. дел А. К. Гирса (впоследствии товарища министра финансов). Комиссии было поставлено в задачу:
1. обсуждение факта убийства Маслова и Шерстобитова и обнаружившихся покушений на похищения христианских мальчиков в Саратовской и Самарской губерниях;
2. переследование того, что было добыто прежними следственными органами, в особенности же факта появления Богданова и Крюгера в роли участников и свидетелей;
3. «исследование, в возможной степени, тайных догматов религиозного изуверства евреев».

Для содействия Гирсу был назначен Дурново, исправлявший в то время уже должность саратовского вице-губернатора.
В августе 1855 г. группа евреев-купцов I гильдии из разных городов (между прочим, мстиславский купец Ицка Зеликин — см.) обратилась к государю с ходатайством ο том, чтобы следователи и судьи придерживались указа 1817 г., запретившего возбуждать против евреев обвинение в совершении преступлений с ритуальной целью; кроме того, они просили, чтобы к следствию были прикомандированы двое депутатов от евреев, которые могли бы давать необходимые объяснения; однако эта записка не привела к цели. Прежде всего, комиссия Гирса удостоверила, что показания Богданова ο времени, когда было совершено преступление, ложно. Тогда Дурново доставил в комиссию собственноручное письменное показание Богданова ο своей роли в злодеянии, но этот документ оказался в полном несоответствии с тем, что Богданов раньше говорил. И когда старику Юшкевичеру прочли показание Богданова, он воскликнул: «Он (Богданов) два года это сочинял!.. На все эти выдумки какие я ответы могу дать? Это не один Богданов сочинил, a кто-нибудь поумнее его… Теперь нам та беда, что не хотят нам верить; но надеюсь, что колесо перевернется, и Бог меня оправит». Остальные подсудимые тоже клеймили как Богданова, так и Крюгера выдумщиками. Показания Крюгера, без конца противоречившего самому себе, в равной степени вызывали со стороны евреев крики возмущения: ложь, выдумка!
Посвятив расследованию два года (от сентября 1854 по июнь 1856 г.), судеб. комиссия не нашла возможным признать подсудимых евреев виновными; она ограничилась тем, что оставила Юшкевичера «в сильном подозрении», a рядового Шлиффермана в сильнейшем подозрении; под сильнейшим подозрением был оставлен также Юрлов. Что касается «доказчиков», то Богданов «за участие, по собственному сознанию, в убийстве обоих мальчиков» был приговорён к каторжным работам, a Крюгер «за присутствование, по собственному сознанию, при обрезании и истязании мальчика Маслова в еврейской молельне», a также за недонесение об этом начальству подлежал сдаче в солдаты. Дело по обвинению Зайдмана в намерении купить мальчика y любовницы Крюгера было прекращено ввиду отсутствия доказательств; без последствий для лядинских евреев осталось и дело ο привозе крови из Саратова, a для саратовских — ο поругании ими христианской веры.

## Рассмотрение в Сенате и Государственном совете
При учреждении судебной комиссии было предусмотрено, что дело перейдет в дальнейшем на рассмотрение Сената, a затем — Государственного совета. Действительно, дело поступило в 1-е отделение 6-го департамента Сената (в Москве), и в июне 1858 г. состоялся приговор, в силу которого все евреи-подсудимые освобождались от наказания; один лишь Юшкевичер был оставлен в сильнейшем подозрении; Богданов же подлежал ссылке в каторгу, Крюгер — сдаче в солдаты и проч. Проект сенатского определения был представлен на предварительное рассмотрение министров: юстиции, внутренних дел и военного. Министр юстиции, известный судебный деятель Дмитрий Замятнин, высказался за безусловное оправдание евреев по недоказанности преступления, но военный министр нашёл, что вина евреев доказана и что им должно быть положено наказание. Дело перешло в общее собрание московских департаментов Сената, где голоса разделились.
Тогда дело было внесено в Государственный совет. Рассмотрев следственное производство, соединённые департаменты гражданских и духовных дел и законов прежде всего поставили вопрос ο том, «может ли иметь влияние на разрешение, собственно, сего дела существование или несуществование y евреев так называемого догмата крови?» «Вопрос об употреблении евреями христианской крови, — гласила резолюция Государственного совета, — для религиозных целей или для излечения болезней занимает несколько столетий богословов и других учёных; но при всем множестве сочинений, появлявшихся и до сих пор продолжающих появляться, частью в доказательство, частью в опровержение существования означенного догмата, вопрос ο том все ещё остаётся неразрешимым, почему он и не может быть принимаем в соображение при постановлении судебного решения. Устраняя от себя вследствие того все суждения как ο сокровенных догматах еврейской веры или тайных сект её, так и ο влиянии, какое подобные догматы могли иметь на подлежащее обсуждению Государственного совета дело, и обращаясь единственно к обстоятельствам этого дела, соединённые департаменты, не колеблясь, признают, что существование самого преступления (какие бы ни были побуждения к нему) здесь вполне и несомненно доказано».
Замятнин всячески доказывал несостоятельность обвинения; приведя ряд юридических доводов, он отметил также, что из дела решительно не видно, для чего евреям надобно было бы (если предположить, что они действительно совершили злодеяние) привлечь христиан к столь исключительному деянию. Замятнин указывал также на то, что если судебная комиссия, действовавшая на месте преступления, не нашла достаточных данных, чтобы подвергнуть евреев каре, то тем менее представляется возможным, чтобы Госуд. совет вынес обвинительный приговор. Однако только два члена Госуд. совета вняли голосу Замятнина; остальные 22 члена придали веру показаниям Богданова и Крюгера. В результате Юшкевичер, Юрлов и Шлифферман были осуждены и сосланы в каторжные работы на рудниках, первые два на двадцать лет каждый, а Юрлов на 18 лет; что касается Богданова, Крюгера и ещё одного христианина, виновного в сокрытии преступления, то «во внимание к чистосердечному сознанию, через что обнаружены главные преступники» Государств. совет возбудил ходатайство ο смягчении их участи — Богданова сдать в арестантские роты на два года, a Крюгера отослать на жительство в одну из отдалённых губерний. На мемории Государственного совета (от 30 мая 1860 г.) император Александр II написал против заключения 22 членов «и Я».

## Особая комиссия и экспертиза письменных источников
Обвинительный приговор определил судьбу подсудимых; предстояло ещё вынести приговор тому письменному и печатному материалу, который был отобран y разных евреев. Цензорами были сперва назначены выкресты-солдаты, Алексеев Александр и его товарищ Тюльпанов; оба они уверяли следователя Дурново и членов его комиссии в лживости навета; но им не верили; к рассмотрению материала был привлечён и известный историк Николай Костомаров, старавшийся дискредитировать показания выкрестов-солдат. Дурново был очень недоволен их экспертизой, и они были отстранены. Потом экспертиза была поручена Духовной академии. Особенную радость доставила следователям картина из еврейского молитвенника, изображавшая, по их мнению, источение евреями крови y христианских детей. Она вызвала оживленную переписку. Все это требовало много времени, и в комиссии возникло разногласие, должен ли разбор рукописей и книг предшествовать судебному разбирательству или же последнее должно идти своим путём, независимо от рассмотрения литературного материала. В связи с этим в декабре 1855 г. последовало распоряжение об учреждении при департаменте духовных дел иностранных исповеданий особой комиссии, под председательством Α. К. Гирса (председателя судебной комиссии), в составе бывших профессоров СПб. духовной академии протоиереев Г. П. Павского и Ф. Ф. Сидонского, Β. Α. Левисона и профессора Д. А. Хвольсона. На комиссию было возложено рассмотрение книг и манускриптов, отобранных y подсудимых, «с целью разъяснения тайных догматов религиозного изуверства евреев». Ввиду такой широкой задачи, поставленной комиссии, некоторые петербургские евреи (Гинцбург, Бродский и др.) обратились к государю с ходатайством приостановить рассмотрение в Государственном совете саратовского дела до завершения исследования комиссии, но председатель Государственного совета, князь Орлов, представил государю, что комиссия, ο существовании которой Государственному совету даже не было известно, не разъяснит, по всей вероятности, векового вопроса, a потому евреи, причастные к саратовскому делу, должны быть подвергнуты каре. Государь с этим согласился. Согласно официальному документу, комиссия «приступила к рассмотрению книг и манускриптов (отобранных y евреев) и по внимательном исследовании содержания означенных книг не нашла в них ничего такого, что бы могло относиться до употребления евреями вообще или кем-либо из них в частности христианской крови в видах осуществления какой-либо религиозной или суеверной цели. Равным образом, в книгах и рукописях не открыто и таких мест, внутренний смысл коих был бы прямо или косвенно направлен к оскорблению христианской веры или поругания над Св. Таинствами оной». Между прочим, комиссия высказалась и по поводу картины, будто изобличавшей евреев в употреблении крови, — это оказалась картина из агады, изображавшая фараона, купающегося в крови еврейских детей, чтобы излечиться от проказы.

## Саратовский свиток
Саратовский свиток (מגילת סאראטּאוו‎) — летопись, составленная одним из привлечённых по Саратовскому делу (изд. в сборнике «Меассеф» Л. Рабиновичем, 1902), мстиславским мещанином Файвушом Раголином, резником тамбовской общины. Автор не местный житель, и данные ο начале следствия передаются им со слов арестованных евреев. В доме популярного в крае благотворителя, винокуренного заводчика Иезекиила Коникова (יחזקאל קאניקאװ), приезжие евреи рассказывали ο саратовском деле. Заводчики братья Поляк предложили послать на имя комиссии сочинение Левинзона (см.) «Эфес Дамим». Раголин послал книгу с нарочным на почту. Посылка была получена в Саратове и вызвала переполох; были командированы агенты в Тамбов, чтобы доставить отправителя в Саратов. Раголин был впоследствии обвинен в том, что он уговорил некую Машу, служившую в доме Коникова, поехать вместе с ним в Саратов, чтобы привезти христианскую кровь (лядинское дело). Раголин был арестован в м. Монастырщине (Могил. губ.) и отвезен в Саратов (в сентябре 1854 г.), где его продержали в одиночном заключении около 10 месяцев; затем он был освобожден.  Рассказ ведется в наивном и искреннем тоне и внушает доверие в той части, где он описывает события как очевидец. Автор — глубоко-религиозный человек; он трогательно описывает свою радость по поводу того, что ему удалось раздобыть в тюрьме тфиллин, с каким восторгом он целовал их (у всех арестантов филактерии были отняты, так как один из арестованных, по словам Раголина, повесился на ремне филактерий). Раголин считает виновниками навета — местное духовенство и следователя Дурново. Несколько саратовских мещан (с ведома города) разрушили надгробные камни на еврейском кладбище. Из Петербурга была командирована комиссия для расследования этого дела; тогда городское управление поспешило восстановить кладбище, разрушенное якобы неизвестными хулиганами. Спустя два месяца после отъезда комиссии было найдено тело Маслова, a затем Шерстобитова. Духовенство громило евреев с амвона, и мещане Саратова кричали, что это дело евреев, на что указывает факт обрезания. Мещане, не удовлетворенные приемами следствия местных полицейских властей, отправили центральным властям ходатайство ο присылке особой комиссия для расследования этого дела. По прибытии Дурново следствие было направлено в сторону евреев. В летописи подробно изложены показания Крюгера и его сожительницы, провокационные меры, предпринятые Дурново, чтобы добиться от неё желательного ему показания ο том, что она продала своего ребёнка евреям и т. д., затем показания конкурента Юшкевичера, жалобы жён обвиненных на действия Дурново и т. д. Летопись заканчивается изложением приговора и воздаянием хвалы Всевышнему.